# Шейк М'Бенге
Шейк М'Бенге́ (фр. Cheikh M'Bengue, нар. 23 липня 1988, Тулуза) — французький та сенегальський футболіст, захисник.

## Клубна кар'єра
Шейк М'Бенге є вихованцем академії «Тулузи», куди він потрапив у вісім років. Пройшовши всі її рівні та вікові категорії, в 2007 році Шейка заявили в основну команду, а через рік він підписав з клубом свій перший професійний контракт, розрахований на 3,5 роки. Всього в рідній команді сенегалець провів шість років, зігравши 140 матчів в Лізі 1.
Влітку 2013 року М'Бенге відмовився продовжити свій контракт з «Тулузою», який закінчувався в 2014 році. Тому 30 серпня 2013 року він підписав трирічний контракт з клубом «Ренн». У новій команді також був основним гравцем, провівши три сезони.
20 липня 2016 року захисник у статусі вільного агента підписав трирічний контракт з «Сент-Етьєном».
До складу клубу «Шеньчжень» приєднався 2019 року. Відіграв у складі китайського клубу 15 матчів, після чого покинув клуб.

## Виступи за збірні
Протягом 2008–2011 років залучався до складу молодіжної збірної Франції. На молодіжному рівні зіграв у 12 офіційних матчах.
2011 року дебютував в офіційних матчах у складі національної збірної Сенегалу. 
У складі збірної був учасником Кубків африканських націй 2012, 2015 та 2017 років.
Всього провів у формі головної команди країни 30 матчі.
| Дата       | Місто                       | Господарі            | Результат               | Гості    | Турнір                                      | Голи | Примітки |
| ---------- | --------------------------- | -------------------- | ----------------------- | -------- | ------------------------------------------- | ---- | -------- |
| 4-6-2011   | Гаруа                       | Камерун              | 0 – 0                   | Сенегал  | Відбір до Кубка африканських націй 2012     | -    |          |
| 3-9-2011   | Дакар                       | Сенегал              | 2 – 0                   | ДР Конго | Відбір до Кубка африканських націй 2012     | -    |          |
| 12-1-2012  | Дакар                       | Сенегал              | 1 – 0                   | Судан    | товариський матч                            | -    |          |
| 15-1-2012  | Дакар                       | Сенегал              | 1 – 0                   | Кенія    | товариський матч                            | -    |          |
| 21-1-2012  | Бата (Екваторіальна Гвінея) | Сенегал              | 1 – 2                   | Замбія   | Кубок африканських націй 2012 - 1-й етап    | -    |          |
| 25-1-2012  | Бата (Екваторіальна Гвінея) | Екваторіальна Гвінея | 2 – 1                   | Сенегал  | Кубок африканських націй 2012 - 1-й етап    | -    |          |
| 29-1-2012  | Бата (Екваторіальна Гвінея) | Лівія                | 2 – 1                   | Сенегал  | Кубок африканських націй 2012 - 1-й етап    | -    |          |
| 25-5-2012  | Марракеш                    | Марокко              | 0 – 1                   | Сенегал  | товариський матч                            | -    |          |
| 2-6-2012   | Дакар                       | Сенегал              | 3 – 1                   | Ліберія  | Відбір до ЧС 2014                           | -    |          |
| 9-6-2012   | Кампала                     | Уганда               | 1 – 1                   | Сенегал  | Відбір до ЧС 2014                           | -    |          |
| 8-9-2012   | Абіджан                     | Кот-д'Івуар          | 4 – 2                   | Сенегал  | Відбір до Кубка африканських націй 2013     | -    |          |
| 14-11-2012 | Ніамей                      | Нігер                | 1 – 1                   | Сенегал  | товариський матч                            | -    |          |
| 5-2-2013   | Сен-Ле-ла-Форе              | Сенегал              | 1 – 1                   | Гвінея   | товариський матч                            | -    |          |
| 23-3-2013  | Конакрі                     | Сенегал              | 1 – 1                   | Ангола   | Відбір до ЧС 2014                           | -    |          |
| 8-6-2013   | Луанда                      | Ангола               | 1 – 1                   | Сенегал  | Відбір до ЧС 2014                           | -    |          |
| 14-8-2013  | Сен-Ле-ла-Форе              | Замбія               | 1 – 1                   | Сенегал  | товариський матч                            | -    |          |
| 5-3-2014   | Сен-Ле-ла-Форе              | Сенегал              | 1 – 1                   | Малі     | товариський матч                            | -    |          |
| 10-10-2014 | Дакар                       | Сенегал              | 0 – 0                   | Туніс    | Відбір до Кубка африканських націй 2015     | -    |          |
| 15-10-2014 | Монастір                    | Туніс                | 1 – 0                   | Сенегал  | Відбір до Кубка африканських націй 2015     | -    |          |
| 15-11-2014 | Каїр                        | Єгипет               | 0 – 1                   | Сенегал  | Відбір до Кубка африканських націй 2015     | -    |          |
| 13-1-2015  | Касабланка                  | Сенегал              | 5 – 2                   | Гвінея   | товариський матч                            | -    |          |
| 23-1-2015  | Монгомо                     | ПАР                  | 1 – 1                   | Сенегал  | Кубок африканських націй 2015 - 1-й етап    | -    |          |
| 27-1-2015  | Малабо                      | Сенегал              | 0 – 2                   | Алжир    | Кубок африканських націй 2015 - 1-й етап    | -    |          |
| 28-3-2015  | Гавр                        | Сенегал              | 2 – 1                   | Гана     | товариський матч                            | -    |          |
| 8-9-2015   | Йоганнесбург                | ПАР                  | 1 – 0                   | Сенегал  | товариський матч                            | -    |          |
| 8-1-2017   | Браззавіль                  | Лівія                | 1 – 2                   | Сенегал  | товариський матч                            | -    |          |
| 15-1-2017  | Франсвіль                   | Туніс                | 0 – 2                   | Сенегал  | Кубок африканських націй 2017 - 1-й етап    | -    | 36'      |
| 19-1-2017  | Франсвіль                   | Сенегал              | 2 – 0                   | Зімбабве | Кубок африканських націй 2017 - 1-й етап    | -    |          |
| 29-1-2017  | Франсвіль                   | Сенегал              | 0 – 0 д.ч. (4 - 5 п.п.) | Камерун  | Кубок африканських націй 2017 - чвертьфінал | -    | 86'      |
| 23-3-2017  | Лондон                      | Нігерія              | 1 – 1                   | Сенегал  | товариський матч                            | -    | 75' 89'  |
| 27-3-2017  | Париж                       | Кот-д'Івуар          | 1 – 1                   | Сенегал  | товариський матч                            | -    | 64'      |
| Усього     |                             | Матчів               | 30                      |          | Голів                                       | 0    |          |